# 阿尼战役 (1042年)
阿尼战役是1042年瓦赫兰统领下的亚美尼亚王国与拜占庭帝国之间的一场战役。拜占庭被彻底击败，超过20,000人战死。

## 背景
瓦赫兰选出一支由30,000步兵和20,000骑兵组成的部队，分成三队，与100,000人的拜占庭军队作战。随后发生了一场战斗，入侵者被屠杀。战斗非常猛烈，以至流入阿克苏里河的鲜血使河水完全染成红色。
拜占庭人留下20,000具尸体。这次胜利使瓦赫兰和大教长佩特罗斯（Petros Getadarts）得以将加吉克二世为亚美尼亚国王，并在此后夺取了阿尼要塞。

## 书籍
- F. Macler. Armenia, The Kingdom of the Bagratides. The Cambridge Ancient History, Vol. IV.
- Tupper, H. Allen. Armenia: its present crisis and past history.